# Chersodromia foddaiae
Chersodromia foddaiae är en tvåvingeart som beskrevs av Raffone 1994. Chersodromia foddaiae ingår i släktet Chersodromia och familjen puckeldansflugor.
Artens utbredningsområde är Italien. Inga underarter finns listade i Catalogue of Life.